# Empresa privada

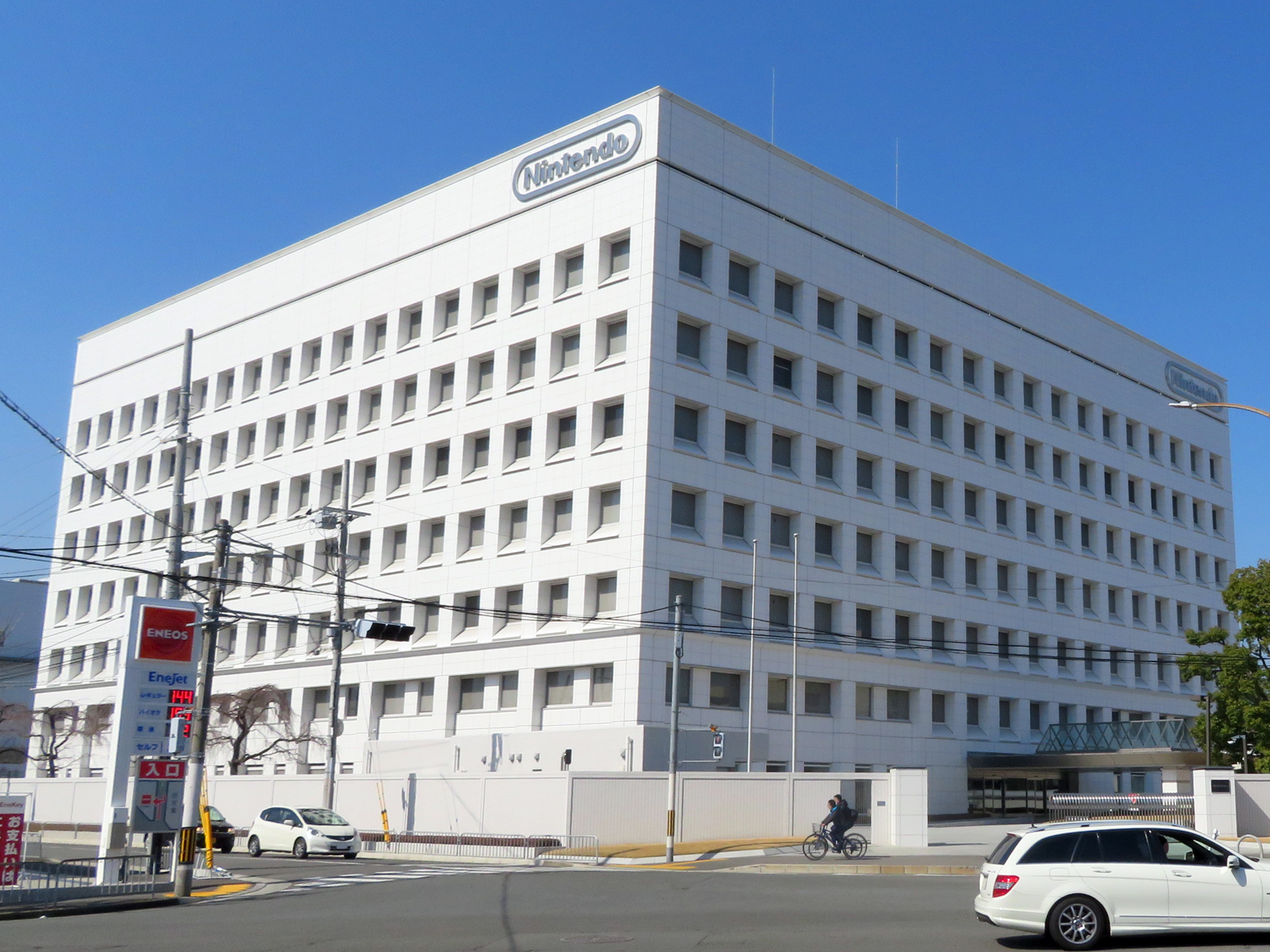
Quartel-general da empresa privada de jogos eletrônicos japonesa Nintendo em Kyoto, no Japão, em 2020.

Uma empresa privada é uma empresa cujas ações e direitos ou obrigações relacionadas não são oferecidos para subscrição pública ou negociados publicamente nos respectivos mercados listados, mas sim as ações da empresa são oferecidas, detidas, negociadas, trocadas de forma privada, ou balcão. No caso de uma sociedade anônima fechada, há um número relativamente pequeno de acionistas ou sócios da empresa. Termos relacionados são corporação de capital fechado, empresa não cotada e empresa não listada.
Embora menos visíveis do que suas contrapartes de capital aberto, as empresas privadas têm grande importância na economia mundial. Em 2008, as 441 maiores empresas privadas dos Estados Unidos representaram US$ 1,8 trilhão em receita e empregaram 6,2 milhões de pessoas, segundo a Forbes. Em 2005, usando um tamanho de englobamento substancialmente menor (22,7%) para comparação, as 339 empresas da pesquisa da Forbes sobre empresas americanas de capital fechado venderam bens e serviços no valor de um trilhão de dólares (44%) e empregaram quatro milhões de pessoas. Em 2004, a contagem da Forbes de empresas americanas de capital fechado com receita de pelo menos US$ 1 bilhão era de 305.
Separadamente, todas as empresas não estatais são consideradas empresas privadas. Este sentido inclui tanto as empresas de capital aberto quanto as de capital fechado, pois seus investidores são pessoas físicas do setor privado.

## Propriedade estatal versus propriedade privada versus propriedade cooperativa
A propriedade privada de ativos produtivos difere da propriedade estatal ou coletiva (como nas empresas de propriedade dos trabalhadores). Esse uso é frequentemente encontrado em países do antigo bloco oriental para diferenciar de antigas empresas estatais, mas pode ser usado em qualquer lugar ao contrastar com uma empresa estatal ou de propriedade coletiva.
Nos Estados Unidos, o termo empresa privada é mais usado para descrever empresas com fins lucrativos cujas ações não são negociadas no mercado de ações.

## Propriedade de ações
Em países com mercados de negociação pública, uma empresa privada é geralmente entendida como aquela cujas ações ou participações não são negociadas publicamente. Muitas vezes, as empresas privadas são de propriedade dos fundadores da empresa ou de suas famílias e herdeiros ou de um pequeno grupo de investidores. Às vezes, os funcionários também possuem ações de empresas privadas. A maioria das pequenas empresas são privadas.
Subsidiárias e empreendimento conjunto de empresas de capital aberto (por exemplo, Saturn Corporation da General Motors), a menos que as ações da própria subsidiária sejam negociadas diretamente, têm características tanto de empresas de capital fechado quanto de empresas de capital aberto. Essas empresas geralmente estão sujeitas aos mesmos requisitos de relatórios das empresas de capital fechado, mas seus ativos, passivos e atividades também são incluídos nos relatórios de suas empresas controladoras, conforme exigido pelas regras do setor de contabilidade e valores mobiliários relacionadas a grupos de empresas.

## Forma de organização
As empresas privadas podem ser chamadas de corporações, sociedades limitadas, sociedades de responsabilidade limitada, sociedades ilimitadas ou outros nomes, dependendo de onde e como são organizadas e estruturadas. Nos Estados Unidos, mas não geralmente no Reino Unido, o termo também é estendido a parcerias, empresas individuais ou fundos comerciais. Cada uma dessas categorias pode ter requisitos e restrições adicionais que podem afetar os requisitos de relatórios, passivos de imposto de renda, obrigações governamentais, relações com funcionários, oportunidades de marketing e outras obrigações e decisões de negócios.
Em muitos países, existem formas de organização que são restritas e comumente utilizadas por empresas privadas, por exemplo, a sociedade anônima privada no Reino Unido (abreviada como Ltd) ou sociedade ilimitada e a sociedade limitada proprietária (abreviada Pty Ltd) ou empresa proprietária ilimitada (abreviada como Pty) na África do Sul e na Austrália.
Na Índia, as empresas privadas são registradas pelo Registro de Empresas, no Ministério de Assuntos Corporativos. As empresas privadas indianas devem conter a palavra Private Limited no final de seus nomes.

## Obrigações e restrições de relatórios
As empresas de capital fechado geralmente têm requisitos de relatórios e obrigações de transparência menos ou menos abrangentes, por meio de relatórios anuais, etc. do que as empresas de capital aberto. Por exemplo, nos Estados Unidos, ao contrário da Europa, as empresas de capital fechado geralmente não são obrigadas a publicar suas demonstrações financeiras. Ao não serem obrigadas a divulgar detalhes sobre suas operações e perspectivas financeiras, as empresas privadas não são forçadas a divulgar informações que podem ser potencialmente valiosas para os concorrentes e podem evitar a erosão imediata da confiança do cliente e das partes interessadas em caso de coação financeira. Além disso, com requisitos limitados de relatórios e expectativas dos acionistas, as empresas privadas obtêm uma maior flexibilidade operacional ao poderem se concentrar no crescimento de longo prazo em vez dos lucros trimestrais. Além disso, os executivos de empresas privadas podem dirigir os seus negócios sem a aprovação dos acionistas, permitindo-lhes tomar medidas significativas sem atrasos. Na Austrália, a Parte 2E da Lei das Sociedades Anônimas de 2001 exige que as empresas de capital aberto arquivem determinados documentos relacionados à sua assembleia geral anual junto à Australian Securities and Investments Commission (ASIC). Existe um requisito semelhante para grandes empresas proprietárias, que são obrigadas a apresentar o Formulário 388H ao ASIC contendo seu relatório financeiro. Nos Estados Unidos, as empresas privadas seguem padrões de auditoria contábil diferentes dos das empresas públicas, supervisionadas pela divisão de Private Company Counsel do Financial Accounting Standards Board.(ver ligações externas )
Pesquisar empresas privadas e finanças de empresas privadas nos Estados Unidos pode envolver entrar em contato com o secretário de estado para o estado de incorporação (ou para LLC ou parceria, estado de formação) ou usar bancos de dados especializados de empresas privadas, como Dun &amp; Bradstreet. Outras empresas, como a Sageworks, fornecem dados agregados sobre empresas privadas, segmentadas por código do setor.
Às vezes, as empresas privadas também têm restrições sobre quantos acionistas podem ter. Por exemplo, o US Securities Exchange Act de 1934, seção 12(g), limita uma empresa privada, geralmente, a menos de 2 000 acionistas, e o US Investment Company Act de 1940, exige o registro de empresas de investimento que tenham mais de 100 titulares. Na Austrália, a seção 113 da Lei das Sociedades Anônimas de 2001 limita uma empresa privada a cinquenta acionistas não funcionários.

## Empresa privada
Uma empresa privada é uma empresa comercial de propriedade de investidores privados, acionistas ou proprietários (geralmente coletivamente, mas podem ser propriedade de um único indivíduo) e está em contraste com instituições estatais, como empresas públicas e agências governamentais. As empresas privadas compreendem o setor privado de uma economia. Um sistema econômico que 1) contém um grande setor privado onde as empresas privadas são a espinha dorsal da economia e dois) o excedente comercial é controlado pelos proprietários, é referido como capitalismo. Isso contrasta com o socialismo, onde a indústria é propriedade do estado ou de toda a comunidade em comum. O ato de levar ativos para o setor privado é conhecido como privatização.
Uma empresa privada é uma forma que a propriedade privada pode assumir.

### Tipos de empresas privadas
- Empresa individual: Uma empresa individual é uma empresa de propriedade de uma pessoa. O proprietário pode operar por conta própria ou pode empregar outros. O proprietário do negócio tem responsabilidade pessoal total e ilimitada pelas dívidas contraídas pelo negócio. Este formulário é geralmente relegado a pequenas empresas.
- Parceria: Uma parceria é uma forma de negócio em que duas ou mais pessoas operam com o objetivo comum de obter lucro. Cada sócio tem responsabilidade pessoal total e ilimitada pelas dívidas contraídas pela sociedade. Existem três tipos diferentes de classificações típicas para sociedades: sociedades gerais, sociedades limitadas e sociedades de responsabilidade limitada.
- Corporação: Uma corporação comercial é uma entidade com fins lucrativos, de responsabilidade limitada ou de responsabilidade ilimitada que possui personalidade jurídica separada de seus membros. Uma corporação pertence a um ou mais acionistas e é supervisionada por um conselho de administração, que contrata a equipe administrativa da empresa. Modelos corporativos também foram aplicados ao setor estatal na forma de empresas estatais. Uma corporação pode ser de capital fechado (isto é, mantido por algumas pessoas) ou negociado publicamente.
- Tipos híbridos: Alguns países, como Alemanha, Estados Unidos e Reino Unido, criaram um tipo híbrido de entidade que possui características tanto de uma corporação quanto de uma parceria. Na Alemanha, é chamada de Gesellschaft mit beschränkter Haftung (Gmbh), nos Estados Unidos é chamada de Limited Liability Company (LLC) e no Reino Unido é chamada de Limited Liability Partnership (LLP). É considerada uma entidade corporativa semelhante a uma corporação, mas normalmente é tributada como uma parceria.

## No Brasil
No Brasil, as empresas privadas se dividem em:
- Sociedade anônima;
- Sociedade de responsabilidade limitada;
- Sociedade em comandita simples;
- Sociedade em comandita por ações.